# Tor Morisse
Pour les articles homonymes, voir Morisse.
Tor Morisse (1947-2017) est un illustrateur et auteur de bande dessinée norvégien. Basé en Suède, il a illustré plus de trois cents ouvrages durant sa carrière, principalement pour la jeunesse.

## Biographie
Son frère aîné Bjørn (1944-2006) était également auteur de bande dessinée.